# Final da Copa Sul-Americana de 2018
A final da Copa Sul-Americana de 2018 foi a 17ª final desta competição, que é organizada anualmente pela Confederação Sul-Americana de Futebol. Foi disputada entre Junior de Barranquilla, da Colômbia e o Atlético Paranaense, do Brasil. A partida de ida foi realizada em 5 de dezembro no Estádio Metropolitano, em Barranquilla. O segundo jogo foi realizado em 12 de dezembro na Arena da Baixada, em Curitiba.
O Atlético Parananense conquistou o título após empatar por 2–2 no placar agregado e vencer por 4–3 na disputa por pênaltis. Com isso se classificou automaticamente para a Copa Libertadores da América de 2019, a Recopa Sul-Americana de 2019 e a J.League YBC Levain Cup/CONMEBOL Sudamericana Final de 2019.

## Antecedentes
Junior de Barranquilla e Atlético Paranaense decidiram pela primeira vez a Copa Sul-Americana sendo que as melhores campanhas de ambos foram as semifinais da Copa Sul-Americana. O Atlético Paranaense chegou as semifinais em 2006, sendo eliminado pelo Pachuca. Já o Junior Barranquilla disputou as semifinais em 2017, sendo eliminado pelo Flamengo.
Para chegar até a decisão, o Junior entrou diretamente na segunda fase após ser contemplado com uma vaga por ter sido um dos eliminados na fase de grupos da Copa Libertadores (terceiro colocado do grupo 8). Nessa fase, eliminou o Lanús, da Argentina, com vitória nos pênaltis após empate no placar agregado de 1–1. Enfrentou outro clube argentino, o Colón, nas oitavas de final, vencendo o jogo de ida por 1–0 e empatando na volta por 1–1. Nas quartas de final, em seu terceiro confronto contra um argentino, enfrentou o  Defensa y Justicia, onde venceu na ida por 2–0 e perdeu na volta por 3–1, classificando-se com um placar agregado de 3–3 e por ter feito gol fora de casa. Jogou com o Santa Fe, da Colômbia, nas semifinais, onde venceu ambos os jogos (2–0 na ida e 1–0 na volta), classificando-se para a sua primeira final continental da história.
Por não ter se classificado para a Copa Libertadores desse ano, o Atlético Paranaense disputou a Copa Sul-Americana desde a sua primeira fase, onde enfrentou o Newell's Old Boys, da Argentina, vencendo no jogo de ida por 3–0 e perdendo o jogo de volta por 2–1. Na segunda fase, superou os uruguaios do Peñarol com vitórias por 2–0 na ida e 4–1 na volta, avançando com um placar agregado de 6–1. Nas oitavas de final, enfrentou o Caracas da Venezuela, vencendo o primeiro jogo por 2–0, e também o jogo da volta por 2–1 (4–1 no placar agregado). Nas quartas de final, enfrentou o Bahia, onde venceu o jogo de ida 1–0 mas perdeu o jogo da volta pelo mesmo placar, classificando-se nos pênaltis para as semifinais contra outra equipe brasileira. Enfrentando o Fluminense, venceu o jogo de ida pelo placar de 2–0, e no jogo de volta triunfou novamente por 2–0, classificando-se para a sua segunda final internacional, sendo a primeira de Sul-Americana, com um placar agregado de 4–0.

### Caminhos até à final
| Junior de Barranquilla            | Junior de Barranquilla            | Junior de Barranquilla            | Fase                       | Atlético Paranaense | Atlético Paranaense | Atlético Paranaense        |
| --------------------------------- | --------------------------------- | --------------------------------- | -------------------------- | ------------------- | ------------------- | -------------------------- |
| Oponente                          | Agregado                          | Jogos                             | Copa Sul-Americana de 2018 | Oponente            | Agregado            | Jogos                      |
| Disputou a partir da segunda fase | Disputou a partir da segunda fase | Disputou a partir da segunda fase | Primeira fase              | Newell's Old Boys   | 4–2                 | 3–0 (C); 1–2 (F)           |
| Lanús                             | 1–1 (3–2 p)                       | 0–1 (F); 1–0 (3–2 p) (C)          | Segunda fase               | Peñarol             | 6–1                 | 2–0 (C); 4–1 (F)           |
| Colón                             | 2–1                               | 1–0 (C); 1–1 (F)                  | Oitavas de final           | Caracas             | 4–1                 | 2–0 (F); 2–1 (C)           |
| Defensa y Justicia                | 3–3 (gf)                          | 2–0 (C); 1–3 (F)                  | Quartas de final           | Bahia               | 1–1 (4–1 pen)       | 0–1 (F); 1–0 (4–1 pen) (C) |
| Santa Fe                          | 3–0                               | 2–0 (F); 1–0 (C)                  | Semifinais                 | Fluminense          | 4–0                 | 2–0 (C); 2–0 (F)           |

Legenda: (C) casa; (F) fora

## Detalhes

### Jogo de ida
| 5 de dezembro | Junior de Barranquilla | 1 – 1     | Atlético Paranaense | Estádio Metropolitano, Barranquilla     |
| 19:45 (UTC−5) | González 52'           | Relatório | Pablo 50'           | Público: 38 094 Árbitro: PER Diego Haro |

| Junior | Atlético-PR |

| G              | 1  | Sebastián Viera     |     |     |
| LD             | 20 | Marlon Piedrahita   |     |     |
| Z              | 21 | Jefferson Gómez     |     |     |
| Z              | 5  | Rafa Pérez          | 68' |     |
| LE             | 2  | Germán Gutiérrez    |     |     |
| V              | 15 | Luis Narváez        |     | 83' |
| V              | 24 | Víctor Cantillo     |     |     |
| M              | 6  | James Sánchez       |     | 70' |
| M              | 10 | Jarlan Barrera      |     |     |
| M              | 23 | Luis Díaz           |     |     |
| A              | 18 | Yony González       |     | 66' |
| Substitutos:   |    |                     |     |     |
| G              | 12 | José Luis Chunga    |     |     |
| Z              | 4  | David Murillo       |     |     |
| Z              | 13 | Jonathan Ávila      |     |     |
| M              | 7  | Sebastián Hernández |     | 83' |
| M              | 28 | Enrique Serje       |     |     |
| A              | 11 | Daniel Moreno       |     | 70' |
| A              | 27 | Luis Carlos Ruiz    |     | 66' |
| Treinador:     |    |                     |     |     |
| Julio Comesaña |    |                     |     |     |

| G            | 1  | Santos           |       |     |
| LD           | 2  | Jonathan         |       |     |
| Z            | 4  | Thiago Heleno    | 90+3' |     |
| Z            | 14 | Léo Pereira      | 55'   |     |
| LE           | 6  | Renan Lodi       |       |     |
| V            | 3  | Lucho González   |       | 86' |
| V            | 16 | Bruno Guimarães  | 90+1' |     |
| M            | 10 | Marcelo Cirino   |       |     |
| M            | 7  | Raphael Veiga    |       | 77' |
| M            | 11 | Nikão            |       |     |
| A            | 5  | Pablo            |       | 60' |
| Substitutos: |    |                  |       |     |
| G            | 12 | Felipe Alves     |       |     |
| Z            | 25 | Wanderson        |       |     |
| Z            | 26 | Márcio Azevedo   |       |     |
| M            | 20 | Matheus Rossetto |       |     |
| M            | 28 | Wellington       |       | 77' |
| A            | 9  | Rony             |       | 60' |
| A            | 22 | Marcinho         |       | 86' |
| Treinador:   |    |                  |       |     |
| Tiago Nunes  |    |                  |       |     |

| Árbitros assistentes: PER Jonny Bossío PER Víctor Raez Quarto árbitro: ECU Carlos Orbe Árbitro de vídeo: BOL Gery Vargas Árbitro assistente de vídeo 1: VEN Alexis Herrera Árbitro assistente de vídeo 2: CHI Carlos Astroza |

### Jogo de volta
| 12 de dezembro | Atlético Paranaense | 1 – 1 (pro) | Junior de Barranquilla | Arena da Baixada, Curitiba                 |
| 21:45 (UTC−2)  | Pablo 26'           | Relatório   | Gutiérrez 57'          | Público: 40 263 Árbitro: CHI Roberto Tobar |

|                                                         |       | Penalidades                           |  |
| Jonathan Raphael Veiga Bérgson Renan Lodi Thiago Heleno | 4 – 3 | Narváez Fuentes Pérez Gutiérrez Viera |  |

| Atlético-PR | Junior |

| G            | 1  | Santos          |      |     |
| LD           | 2  | Jonathan        | 38'  |     |
| Z            | 4  | Thiago Heleno   |      |     |
| Z            | 14 | Léo Pereira     |      |     |
| LE           | 6  | Renan Lodi      |      |     |
| V            | 3  | Lucho González  |      | 73' |
| V            | 16 | Bruno Guimarães |      |     |
| M            | 10 | Marcelo Cirino  |      | 46' |
| M            | 7  | Raphael Veiga   |      |     |
| M            | 11 | Nikão           |      | 98' |
| A            | 5  | Pablo           |      | 98' |
| Substitutos: |    |                 |      |     |
| G            | 12 | Felipe Alves    |      |     |
| Z            | 25 | Wanderson       |      |     |
| Z            | 13 | Paulo André     |      |     |
| LD           | 26 | Márcio Azevedo  |      |     |
| M            | 28 | Wellington      | 110' | 73' |
| A            | 9  | Rony            |      | 46' |
| A            | 22 | Marcinho        |      | 98' |
| A            | 30 | Bérgson         |      | 98' |
| Treinador:   |    |                 |      |     |
| Tiago Nunes  |    |                 |      |     |

| G              | 1  | Sebastián Viera     |      |      |
| LD             | 20 | Marlon Piedrahita   | 101' |      |
| Z              | 21 | Jefferson Gómez     | 90'  | 106' |
| Z              | 5  | Rafa Pérez          |      |      |
| LE             | 17 | Gabriel Fuentes     |      |      |
| V              | 15 | Luis Narváez        | 77'  |      |
| M              | 24 | Víctor Cantillo     |      |      |
| M              | 6  | James Sánchez       |      | 73'  |
| A              | 10 | Jarlan Barrera      |      | 115' |
| A              | 23 | Luis Díaz           |      |      |
| A              | 29 | Teófilo Gutiérrez   |      |      |
| Substitutos:   |    |                     |      |      |
| G              | 12 | José Luis Chunga    |      |      |
| Z              | 4  | David Murillo       |      |      |
| Z              | 13 | Jonathan Ávila      |      | 106' |
| M              | 7  | Sebastián Hernández |      |      |
| M              | 28 | Enrique Serje       |      |      |
| A              | 11 | Daniel Moreno       |      | 115' |
| A              | 18 | Yony González       | 76'  | 73'  |
| Treinador:     |    |                     |      |      |
| Julio Comesaña |    |                     |      |      |

| Árbitros assistentes: CHI Christian Schiemann CHI Claudio Ríos Quarto árbitro: ECU Roddy Zambrano Árbitro de vídeo: CHI Julio Bascuñán Árbitro assistente de vídeo 1: CHI Piero Maza Árbitro assistente de vídeo 2: CHI Carlos Astroza |